# Warner (New Hampshire)
Warner – miasto w Stanach Zjednoczonych, w stanie New Hampshire, w hrabstwie Merrimack.